# 孟松鹤
孟松鹤（1969年—），哈尔滨工业大学航天学院教授，主要从事高温复合材料性能评价及特种新材料设计、超常服役环境与材料耦合的模拟方法与响应机理等方面的研究工作。入选中华人民共和国教育部2009年度“长江学者”特聘教授。
1989年，从哈尔滨工业大学工程力学专业本科毕业，1994年取得该校固体力学硕士学位，1997年取得该校复合材料博士学位，2001年取得该校力学博士后。1994年起，在哈尔滨工业大学复合材料研究所（后更名为复合材料与结构研究所）任教，2001年任副所长，2010年任所长。2016年至2022年，任哈尔滨工业大学航天学院常务副院长、院长。